# Jessica Faiss

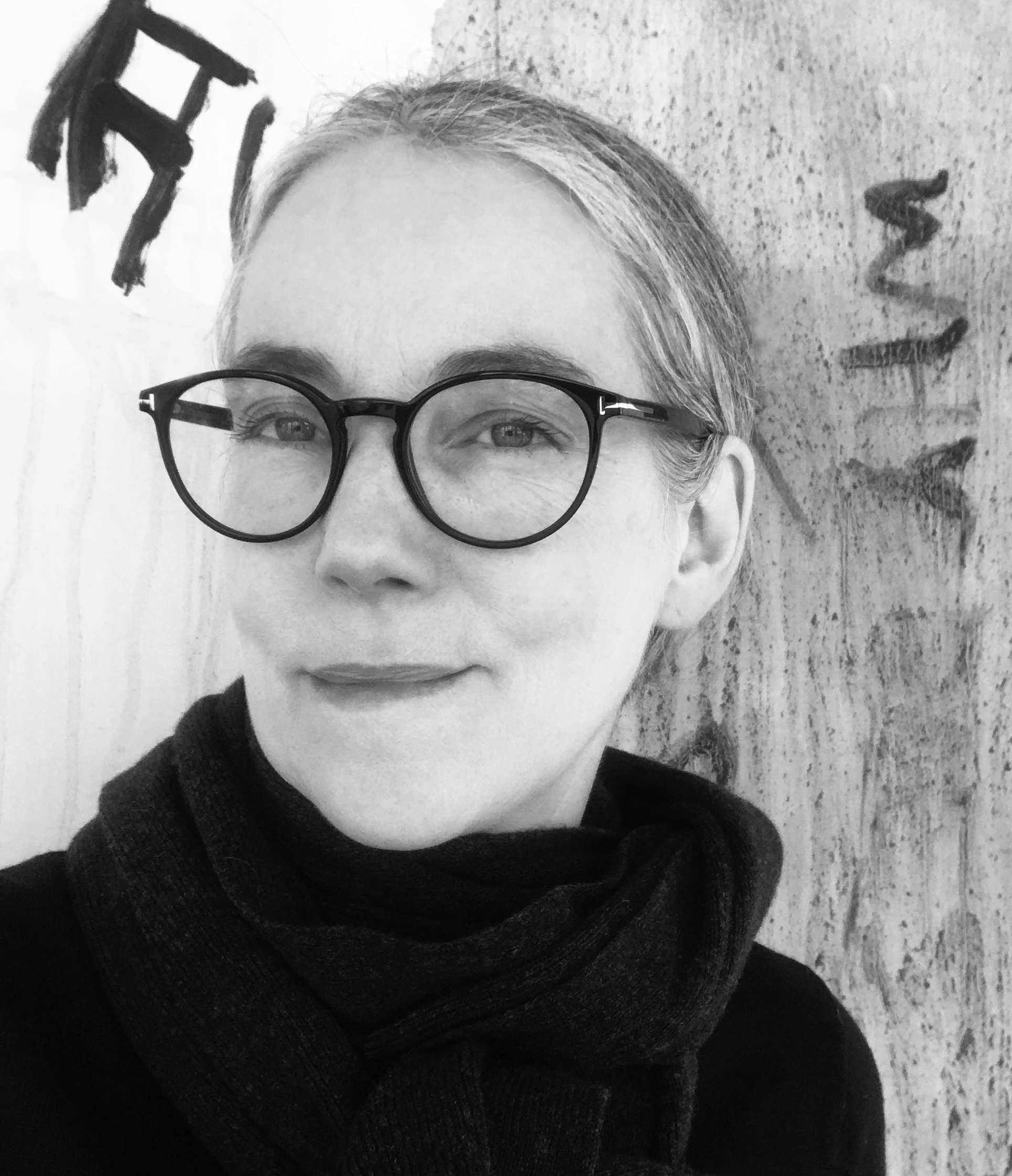

Jessica Faiss, född 2 augusti 1973 i Martigny, Schweiz, är en svensk konstnär, främst verksam inom video, men arbetar även med måleri, teckning, performance och installation. Hon utbildade sig vid Konstfack i Stockholm 1997–2002 och Tohoku University of Art i Yamagata, Japan 2001–2002.

## Utmärkelser
- 2008 - Maria Bonnier Dahlin-stiftelsens stipendiat[2]
- 2017 - ”Voyage” Citybanan, Station Odenplan, Offentligt uppdrag
- 2013 - “Moving Image Award”, London